# 菊池氏壁虎
兰屿壁虎（学名：Gekko kikuchii）又名蘭嶼壁虎、菊池氏守宮、蘭嶼守宮，为壁虎科壁虎属的爬行动物，是台灣的特有物种，僅分布於蘭嶼。其种加词“kikuchii”指日本动物学学者菊池米太郎（Yoneraro Kikuchi，1869年－1921年）。

## 描述
平均體長 10 公分，但最大可長至 20 公分。體背灰褐色，帶有大量疣鱗，外觀粗糙；除第一趾外，餘均有爪，趾下皮瓣1列；尾呈圓筒狀，具櫛刺狀鱗片所構成的環節。由頸部開始，沿背部沿中線，有兩兩成對的黑斑延伸至尾巴基部。
為台灣最大型的原生種守宮。

## 習性
夜間出沒，以昆蟲及小型無脊椎動物為食。尾部極易自割。每次可產下兩枚緊密相連的卵。

## 棲地
常出現於住家建築物及海邊的礁石區。

## 保护
本种于2023年被收录入《有重要生态、科学、社会价值的陆生野生动物名录》。